# Młynka (wieś)

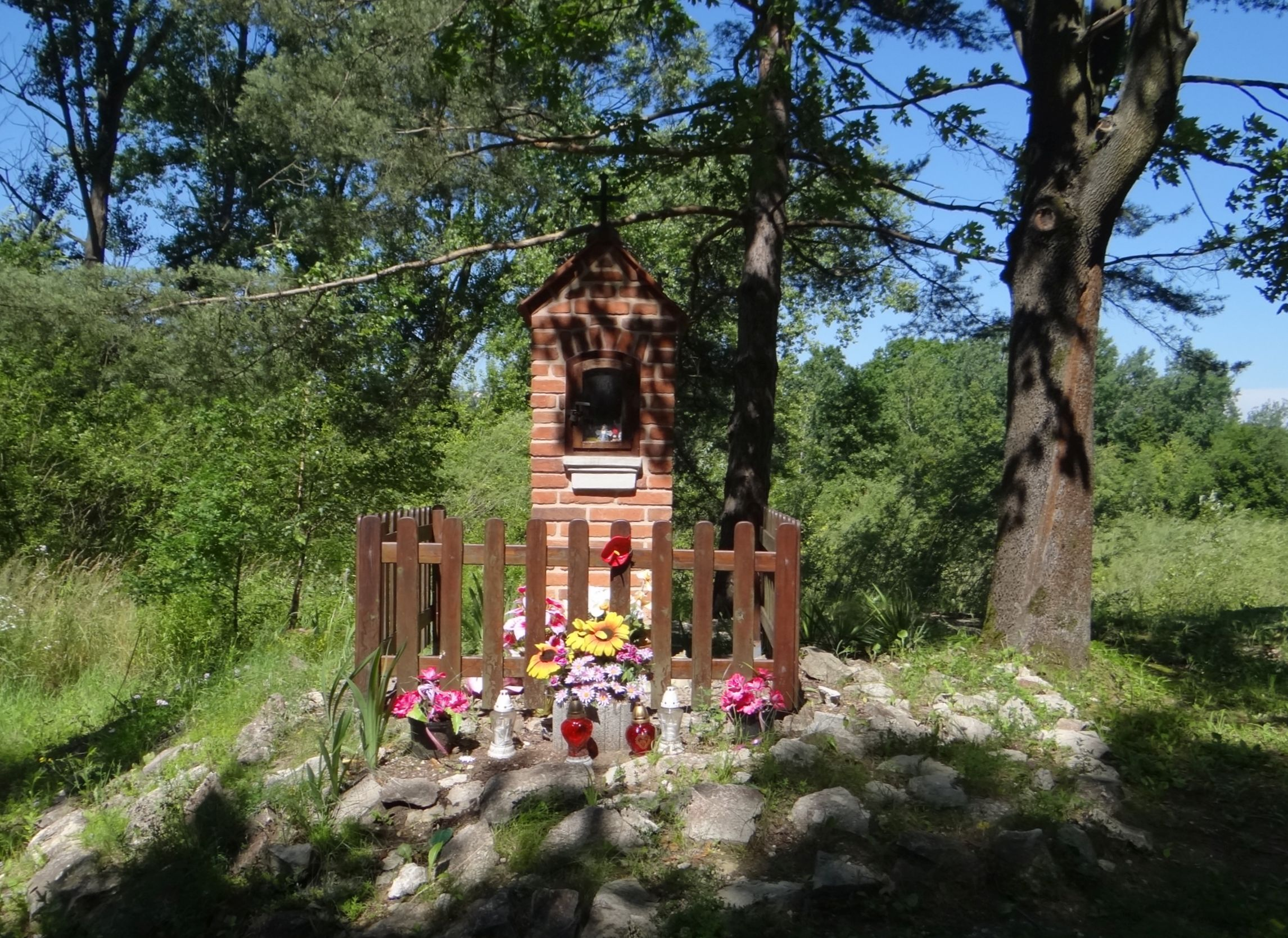
Figurka

Młynka – wieś w Polsce położona w województwie małopolskim, w powiecie krakowskim, w gminie Zabierzów.
W roku 2021 we wsi mieszkało 280 osób, z czego 55,4% mieszkańców stanowiły kobiety, a 44,6% mężczyźni.
| SIMC    | Nazwa    | Rodzaj    |
| ------- | -------- | --------- |
| 0288640 | Podborze | część wsi |

## Historia
Wieś została po raz pierwszy wymieniona w aktach sądowych w 1418 roku. W latach 1415–1437 właścicielem Młynki był Andrzej Rup Brzoskiński, Sbrzoskiński, herbu Topór. W XV w. Młynka należy do klucza Tęczyńskiego. W 1595 roku wieś położona w powiecie proszowskim województwa krakowskiego była własnością wojewodziców krakowskich: Gabriela, Andrzeja i Jana Magnusa Tęczyńskich. Z 1617 r. pochodzi zapis o karczmie Podbornia k. Młynki. Młyn w Młynce wzmiankowany jest w 1529 roku. W 1789 r. we wsi była karczma i 7 domów, które zamieszkiwało 49 osób. W latach 1815–1846 wieś położona była na terenie Wolnego Miasta Krakowa, potem w zaborze austriackim. W 1880 r. wieś zamieszkiwało 113 osób, a w 1910 zamieszkiwało ją 171 osób w 23 domostwach. W czasie II Rzeczypospolitej wieś należała do powiatu chrzanowskiego w województwie krakowskim. Od 26 października 1939 do 18 stycznia 1945 r. Młynka należała do gminy Kressendorf w Landkreis Krakau, dystryktu krakowskiego w Generalnym Gubernatorstwie. W 1944 r. Niemcy wybudowali bocznicę kolejki wąskotorowej – wówczas na teren Młynki, obecnie Rudawy – w celu przewożenia materiałów do budowy umocnień linii oporu (po II wojnie światowej została zlikwidowana). Do roku 1954 wieś należała do ówczesnej gminy Krzeszowice. Jesienią 1954 r. wieś została przyłączona do gromady Nawojowa Góra w ówczesnym powiecie chrzanowskim w woj. krakowskim. 30 czerwca 1960 r. z gromady Nawojowa Góra wyłączono wieś Młynka włączając ją do gromady Rudawa w ówczesnym powiecie chrzanowskim. W latach 1975–1998 miejscowość administracyjnie należała do województwa krakowskiego. 1 stycznia 1973 r. znalazła się w gminie Rudawa w ówczesnym powiecie chrzanowskim w woj. krakowskim. 15 stycznia 1976 r. gmina Rudawa została zniesiona przez połączenie z dotychczasową gminą Zabierzów w nową gminę Zabierzów i tam znalazła się także wieś. W pierwszych latach XXI w. część północno-wschodnia wsi powróciła do Rudawy.

## Położenie
Wieś leży nad Borowcówką, która płynąc przez wieś, zmienia swoją nazwę na potoczną nazwę Młynówka – wypływa ona z otaczającego od południa wieś Lasu Zwierzyniec w Tenczyńskim Parku Krajobrazowym, usytuowana jest w Dolinie Borowca pomiędzy wsią Nawojowa Góra (na zachodzie), Rudawą (na północnym wschodzie) i Nielepicami (od wschodu).
W południowej części wioski znajduje się nieczynny Kamieniołom wapienia Nielepice. Aktualnie kamieniołom ten jest własnością Kopalni Wapienia Czatkowice. Na terenie miejscowości znajdowały się stanowiska archeologiczne (m.in. paleolityczne i mezolityczne) z licznymi znaleziskami. Północna część wioski (kilka domów) leży przy drodze krajowej nr 79.

## Komunikacja
Młynka posiada autobusowe połączenie z Krakowem. Autobusem MPK Kraków nr 238, który odjeżdża z pętli znajdującej się w centrum górnej części wsi oraz autobusem MPK Kraków nr 278, który swój przystanek posiada przy drodze krajowej nr 79 w dolnej części wsi. Oba autobusy kierują się do krakowskiej dzielnicy Bronowice Małe.

## Infrastruktura
- Świetlica
- Dwa place zabaw (Młynka I, Młynka II)